# Estado de Kebbi
El estado de Kebbi es uno de los treinta y seis estados pertenecientes a la República Federal de Nigeria.

## Localidades con población en marzo de 2016
- Aleiro 91,500
- Arewa-Dandi 258,700
- Argungu 273,000
- Augie 158,700
- Bagudo 324,500
- Birnin Kebbi 366,200
- Bunza 168,400
- Dandi199,300
- Fakai 163,300
- Gwandu 206,000
- Jega 269,600
- Kalgo 115,800
- Koko/Besse 211,100
- Maiyama 236,900
- Ngaski 171,900
- Sakaba 125,100
- Shanga 173,300
- Suru 202,400
- Wasagu/Danko 361,700
- Yauri 137,100
- Zuru 225,400

## Territorio y población
Este estado es poseedor de una extensión de territorio que abarca una superficie compuesta por unos 36.800 kilómetros cuadrados. La población se eleva a la cifra de 3.748.796 personas (datos del censo del año 2007). La densidad poblacional es de 101,9 habitantes por cada kilómetro cuadrado de esta división administrativa.